# Sankt Georgen ob Murau
Sankt Georgen ob Murau là một đô thị thuộc huyện Murau thuộc bang Steiermark, nước Áo. Đô thị Sankt Georgen ob Murau có diện tích 83,54 km², dân số thời điểm năm 2005 là 1395 người.